# Claus Thomsen
Claus Thomsen (Aarhus, 31 maggio 1970) è un ex calciatore danese, di ruolo mediano.

## Carriera

### Club
Mediano, cresciuto calcisticamente nello Aarhus GF, fece con tale squadra l'esordio in Prima Divisione nel 1989.
Fu acquistato nel 1994 dall'Ipswich Town. Nel 1997 passò all'Everton per 900.000 sterline tornando poi in patria nell'AB.
Successivamente venne acquistato dai tedeschi del Wolfsburg e si ritira nell'aprile 2002 a 32 anni.

## Palmarès

### Club
- Coppa di Danimarca: 1

Aarhus: 1991-1992